# Kitimat
Kitimat es un municipio distrital canadiense situado en la provincia de Columbia Británica.

## Superficie
Kitimat tiene una superficie de 239,28 km².

## Demografía
En 2021, tenía 8236 habitantes, una densidad poblacional de 34,4 hab./km², y 4381 viviendas.